# Осады Переяслава
Осады Переяслава 1661—1662 годов — эпизоды Руины и русско-польской войны 1654—1667 годов. Перешедший на сторону Речи Посполитой гетман Правобережной Украины Юрий Хмельницкий дважды попытался взять Переяслав, в котором держали оборону его дядя, полковник Яким Сомко, возглавлявший левобережную оппозицию Хмельницкому, и гарнизон царских войск во главе с князем Волконским-Веригиным.

## Предыстория
Подписавший с поляками Слободищенский трактат Юрий Хмельницкий, как и его предшественник Иван Выговский, попытался расправиться с оппозицией его внешнеполитическому курсу, которая сформировалась в полках Левобережья. Её лидером стал переяславский полковник Яким Сомко. К 1661 году Гетманщина разделилась по Днепру на два враждующих лагеря. Призвав на помощь крымских татар и поляков, Юрий Хмельницкий поставил себе целью взять фактический центр сопротивления — Переяслав, который также имел символическое значение как город, в котором в 1654 году Богдан Хмельницкий, затем в 1658 году Выговский, а в 1659 и сам Юрий Хмельницкий присягали на верность Российскому царю.

## Осада 1661 года
Первая осада Переяслава началась в первых числах октября 1661 года и продлилась два месяца. Крупное войско, состоявшее из правобережных полков под началом Юрия Хмельницкого, девятнадцати польских хоругвей и крымского войска во главе с ханом Мехмед-Гиреем, подошло к городу и перекрыло все дороги, ведущие к нему. Начался интенсивный обстрел города из пушек, от которого, по сообщению Волконского-Веригина, царским ратным людям «утеснение было большое». Чтобы лишить осаждённых воды, казаки Хмельницкого даже попытались спустить воду из рек Трубеж и Ильтица. Левобережные казаки под началом Сомко держались храбро и активно участвовали в обороне города. Поляки и татары то и дело подходили под город небольшими отрядами в полтысячи человек, пытаясь выманить защитников Переяслава в поле, чтобы перебить их спрятанными в лесах и за возвышениями крупными ратями.
Не будучи в состоянии взять Переяслав, осадное войско совершало рейды на окрестные земли. Крымские татары ходили на Нежин, Чернигов, Прилуки, Золотоношу, Ромны, убивая и угоняя в рабство большое количество жителей. Взять города татары не могли, да и не ставили перед собой такую задачу, ограничиваясь грабежом и разорением округи. Ясырь был оговоренной с Хмельницким (продолжавшим называть себя гетманом обеих сторон Днепра) оплатой за военную помощь.
Не добившись успеха, Хмельницкий 4 декабря снял осаду Переяслава и двинулся на Чернигов и другие города, а орда попыталась напасть на Севск. Потерпев поражение, крымцы отошли на юг, а вскоре и Хмельницкий счёл необходимым уйти на правый берег Днепра.

## Осада 1662 года
Последующий зимне-весенний период был характеризован попытками правобережного полковника Ивана Богуна проникнуть на Левобережье, но он потерпел поражение под Жовнином от Григория Косагова. Из переяславского гарнизона бежал к Хмельницкому сотенный татарин Рахмаметко Толтамашев, который рассказал гетману, что все пешие полки ушли к князю Ромодановскому в Белгород, а в Переяславе остались лишь рейтары, у которых от бескормицы умерли все лошади. По его словам, если Хмельницкий вновь осадит Переяслав, жители города поднимут бунт и сдадутся.
12 июня Хмельницкий вновь подступил к Переяславу. Одним из его мотивов было помешать проведению назначенной царём новой рады в Переяславе для избрания левобережного гетмана. В городе находился гарнизон царских войск численностью 4 тысячи человек и казаки Переяславского полка (около 3—4 тысяч человек), которые ожидали подкрепление от нежинского полковника Василия Золотаренко численностью в пять тысяч человек. С Хмельницким было войско из по меньшей мере девяти правобережных полков (14 тысяч человек), около 2 тысяч крымских татар и несколько польских конных полков, Хлопицкого, Ельского и Вевёрского.
Войско Хмельницкого начало наступать на укреплённые таборы Сомко близ Борисоглебского монастыря. В сообщении царю Волконский-Веригин писал, что казаки Сомко бились «не щадя голов своих с ляхи и татары и с заднепрскими изменники казаками, и на том бою многих ляхов и татар побили». Воевода отправил в помощь Сомко имеющихся у него в распоряжении рейтар, драгун и донских казаков, которые отбросили наступавших назад. На следующий день наступление продолжилось, но и в этот раз Хмельницкий, понеся потери, был вынужден отступить.
Золотаренко так и не поспешил на помощь городу и, сославшись на то, что поляки и татары блокируют дороги, пошёл на соединение с войском Ромодановского, которое приближалось со стороны Белгорода. Хмельницкий начал обстреливать город из пушек, надеясь посеять среди горожан панику и желание сдать город. Для подъёма боевого духа мещан Волконский и Сомко решили сделать вылазку. Перед Ильтицкими воротами города был бой, в результате которого «изменников казаков и ляхов и пехоту Юраскову многих гнали по самые таборы и немец в шанцах разбили».
Пока Хмельницкий осаждал Переяслав, к городу с востока постепенно приближалось царское войско Григория Ромодановского, насчитывавшее около 11 тысяч человек. Ромодановскому пришлось несколько задержаться, чтобы выбить из Кременчуга пробравшийся туда 2-тысячный отряд правобережных (кременецких и чигиринских) казаков, которые захватили большой острог, но не могли выбить гарнизон из 500 человек из малого острога. 6 июня с Ромодановским соединился нежинский полковник Василий Золотаренко с войском. 10 июля, за два дня до прибытия их объединённого войска под Переяслав, Хмельницкий «бежал со всеми людьми под Канев».

## Последствия
Ромодановский, к которому присоединились силы Сомко и значительная часть сидевших в осаде в Переяславе русских войск, отправился вслед за Хмельницким в южном направлении, настигнув его у переправы под Каневом. От двигавшегося по левому берегу Днепра Хмельницкого часть казаков «утекла за Днепр» ещё до решающего столкновения. В битве под Каневом войско Хмельницкого было разгромлено, что поставило крест на его планах подчинить себе Левобережье и заставило вскоре низложить гетманскую булаву.